# Triogma
Triogma is een muggengeslacht uit de familie van de buismuggen (Cylindrotomidae).

## Soorten
- T. exsculpta Osten Sacken, 1865
- T. kuwanai (Alexander, 1913)
- T. nimbipennis Alexander, 1941
- T. trisulcata (Schummel, 1829)